# العقير (بعدان)

تعديل مصدري - تعديل

العقير محلة تابعة لقرية منعمة، التابعة لعزلة دلال بمديرية بعدان إحدى مديريات محافظة إب في الجمهورية اليمنية، بلغ تعداد سكانها 52 نسمة حسب تعداد اليمن لسنة 2004.